# TV 08 Willstätt
Der TV 08 Willstätt ist ein Sportverein in der baden-württembergischen Gemeinde Willstätt im Ortenaukreis.
Überregional bekannt ist der Verein durch seine Erfolge im Männer-Handball.

## Handball
1997 stieg der Verein in die 2. Handball-Bundesliga auf. Bereits zwei Jahre später folgte der Aufstieg in die 1. Liga. Zusammen mit der TuS Schutterwald wurde 2000 die SG Willstätt-Schutterwald gegründet. 2003 stieg die Mannschaft in die 2. Liga ab. Die Spielgemeinschaft mit Schutterwald wurde im Jahr 2005 aufgelöst und die Mannschaft spielte unter dem Namen TV 08 Willstätt-Ortenau bis 2008 in der 2. Bundesliga, Staffel Süd.
Zur Saison 2008/09 brachte der TV 08 Willstätt seine Zweitligamannschaft, zusammen mit der entsprechenden Spiellizenz, in die neugegründete Mannschaft HR Ortenau (Handballregion Ortenau) ein. Der TV 08 Willstätt war zusammen mit der TuS Schutterwald, der HGW Hofweier, dem HC Hedos Elgersweier und der TuS Altenheim Gesellschafter der neu gegründeten HRO Handballspielbetriebs GmbH, die der wirtschaftliche Träger von HR Ortenau war. Die Spielgemeinschaft wurde nach wirtschaftlicher Insolvenz am Ende der Saison wieder aufgelöst und die Mannschaft aus dem Spielbetrieb der 2. Liga zurückgezogen.
Unabhängig von den Aktivitäten in der HR Ortenau unterhielt der TV 08 Willstätt zwei eigene Handball-Männermannschaften weiter. Die erste Mannschaft spielte in der fünftklassigen südbadischen Oberliga. 2010 gelang der Aufstieg in die Oberliga Baden-Württemberg, 2018 folgte der Aufstieg in die 3. Liga.
Nach der vorzeitigen Beendigung des regulären Spielbetriebs in der Spielzeit 2020/2021 der 3. Liga aufgrund der COVID-19-Pandemie in Deutschland nutzte der Verein die Möglichkeit, sich für die außerordentliche Aufstiegsrunde zur 2. Handball-Bundesliga anzumelden; zum Aufstieg reichte es allerdings nicht. Nach der Saison 2022/23 stieg die Mannschaft in die Oberliga Baden-Württemberg ab.

## Weitere Abteilungen
Neben der Handballabteilung hat der Verein noch eine Turn-, eine Tennis- und eine Leichtathletik-Abteilung.